# 瓦连京·卡塔耶夫

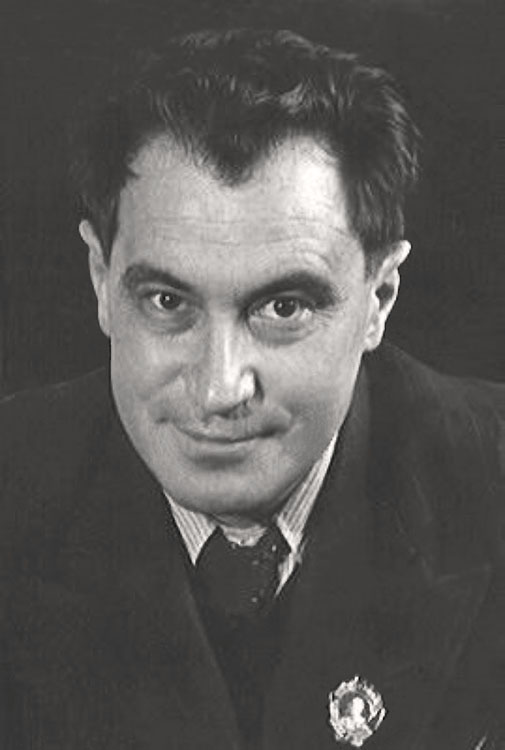
瓦连京·卡塔耶夫

瓦连京·彼得罗维奇·卡塔耶夫（俄语：Валентин Петрович Катаев，1897年1月28日—1986年4月12日）俄罗斯、苏联的小说家兼剧作家，他在没有违背苏联官方标准的前提下创作了富有启发性的作品，讨论了革命后的社会状况。卡塔耶夫向他的弟弟叶夫根尼·彼得罗夫和伊利亚·伊里夫提供了《十二把椅子》的灵感。1966年签署了反对为斯大林翻案的《25人公开信》。